# 小倉優香
小倉優香（日语：／ Ogura Yūka */?，1998年9月5日—）是日本寫真偶像、模特兒、演員，千葉縣出身，所屬經紀公司為Asia Promotion。身高167公分，血型AB型。

## 經歷
- 2013年，參加了女性潮流雜誌《Seventeen》舉辦的「Miss Seventeen2013」模特兒甄選會，從6,478名報名者中脫穎而出進入最後20人決選名單，最後不幸落選[3]，但也被經紀公司發掘進入演藝圈。
- 2015年，1月首次演出電視劇《學校的階梯》客串演出前任白金組成員。4月首次演出舞台劇。
- 2017年，高中畢業，4月加入青少年漫畫雜誌「週刊Young Magazine」單任封面＆卷頭模特兒。[4]
- 2018年，5月22日首本個人寫真集「gradation」發售。[5]。7月演出電視劇《熱舞啦啦隊》時透露，中小學時就參加過千葉縣的啦啦舞隊「☆SHINING☆PLANETS☆」並在2010年的美國啦啦舞大賽上獲得優勝[6]。12月首次主演電影紅刃（レッド・ブレイド）[7]。
- 2019年，7月24日發行第2本寫真集「じゃじゃうま」[8]。

## 演出作品

### 電視劇
| 播出年份 | 播出日期           | 戲劇名稱                           | 集數        | 首播頻道   | 角色           | 備註   |
| -------- | ------------------ | ---------------------------------- | ----------- | ---------- | -------------- | ------ |
| 2015年   | 1月10日－3月14日   | 學校的階梯                         | 全劇        | 日本電視台 | 前任白金組成員 | 客串   |
| 2017年   | 11月26日－12月3日  | 邊緣人 ～教你製作情婦的方法～      | 第8集 第9集 | 日本電視台 | 綿貫リサ       |        |
| 2017年   | 10月12日           | 刑警弓神                           | 第1集       | 富士電視台 | 押田 舞        |        |
| 2017年   | 10月14日－12月16日 | 只是先出生的我                     | 全劇        | 日本電視台 | 小田直美       |        |
| 2017年   | 11月27日           | 警視廳岡部班                       | 第1集       | TBS        | 雙葉銀行 行員  |        |
| 2017年   | 12月4日－25日      | 咲-Saki-阿知賀編 episode of side-A | 全劇        | TBS        | 清水谷龍華     |        |
| 2018年   | 1月16日－3月20日   | 人狼遊戲 走失伊甸                  | 全劇        | tvk        | 向亞利沙       |        |
| 2018年   | 4月30日            | 風流韻事審查委員會                 | 第1集       | MBS        | 倉橋由美子     |        |
| 2018年   | 7月13日－9月14日   | 熱舞啦啦隊                         | 全劇        | TBS        | 花房月子       | [ 6 ]  |
| 2018年   | 7月27日－10月12日  | 戀之月                             | 全劇        | 東京電視台 | 三村彩         | [ 9 ]  |
| 2018年   | 9月1日             | GIVER 復仇的贈與者                 | 第8集       | 東京電視台 | ARISA          |        |
| 2018年   | 9月1日             | 銀魂2-世界奇妙銀魂醬-              | 第3集       | dTV        | 牙科助理       | [ 10 ] |
| 2019年   | 5月6日－6月24日    | 都立水商！～令和～                 | 全劇        | MBS        | 草野菜月       | [ 11 ] |
| 2019年   | 5月15日            | 想被療癒的男人                     | 第7集       | 東京電視台 | 高嶺花子       |        |
| 2019年   | 5月31日            | 執事 西園寺的名推理2               | 第6集       | 東京電視台 |                |        |

### 電影
| 上映年份 | 上映日期 | 電影名稱                           | 角色       | 備註   |
| -------- | -------- | ---------------------------------- | ---------- | ------ |
| 2017年   | 4月22日  | 思春期誘惑1                        | 同學       |        |
| 2017年   | 4月24日  | 思春期誘惑2                        | 同學       |        |
| 2018年   | 1月20日  | 咲-Saki-阿知賀編 episode of side-A | 清水谷龍華 |        |
| 2018年   | 4月7日   | 人狼遊戲 地獄                      | 向亞利沙   |        |
| 2018年   | 9月8日   | 總是在月光下的夜晚吃米飯（ ）      |            | [ 12 ] |
| 2018年   | 12月1日  | 貓咪咖啡館（猫カフェ）                     | 津田沙世   | [ 13 ] |
| 2018年   | 12月15日 | 紅刃（レッド・ブレイド）                           | 真子       | 主演   |
| 2020年   | 8月7日   | 碧藍之海劇場版                     | 濱岡梓     |        |

## 書籍

### 寫真集
- gradation（ぐらでーしょん）（2018年5月22日，講談社，攝影：Takeo Dec.）ISBN 978-4065121474[5]
- （2019年7月24日，集英社，攝影：熊谷貫）ISBN 978-4087808728[8]

### 月曆
- 小倉優香カレンダーブック2019 （2018年10月10日，光文社） ISBN 978-4334871390

## 外部連結
- 經紀公司個人介紹頁 （页面存档备份，存于） - ASIA PROMOTION（日語）
- 小倉優香官方LINE BLOG （页面存档备份，存于）（日語）
- 小倉優香的X（前Twitter）（日語）
- 小倉優香的Instagram帳戶（日語）
- 小倉優香 LINELIVE （页面存档备份，存于）（日語）